# Bufo verrucosissimus
Bufo verrucosissimus là một loài cóc thuộc họ Bufonidae. Loài này có ở Azerbaijan, Gruzia, Iran, Nga, và Thổ Nhĩ Kỳ.
Môi trường sống tự nhiên của chúng là rừng ôn đới, rừng ẩm vùng đất thấp nhiệt đới hoặc cận nhiệt đới, sông có nước theo mùa, vườn nông thôn, ao, và ao nuôi trồng thủy sản. Chúng hiện đang bị đe dọa vì mất nơi sống.

## Hình ảnh

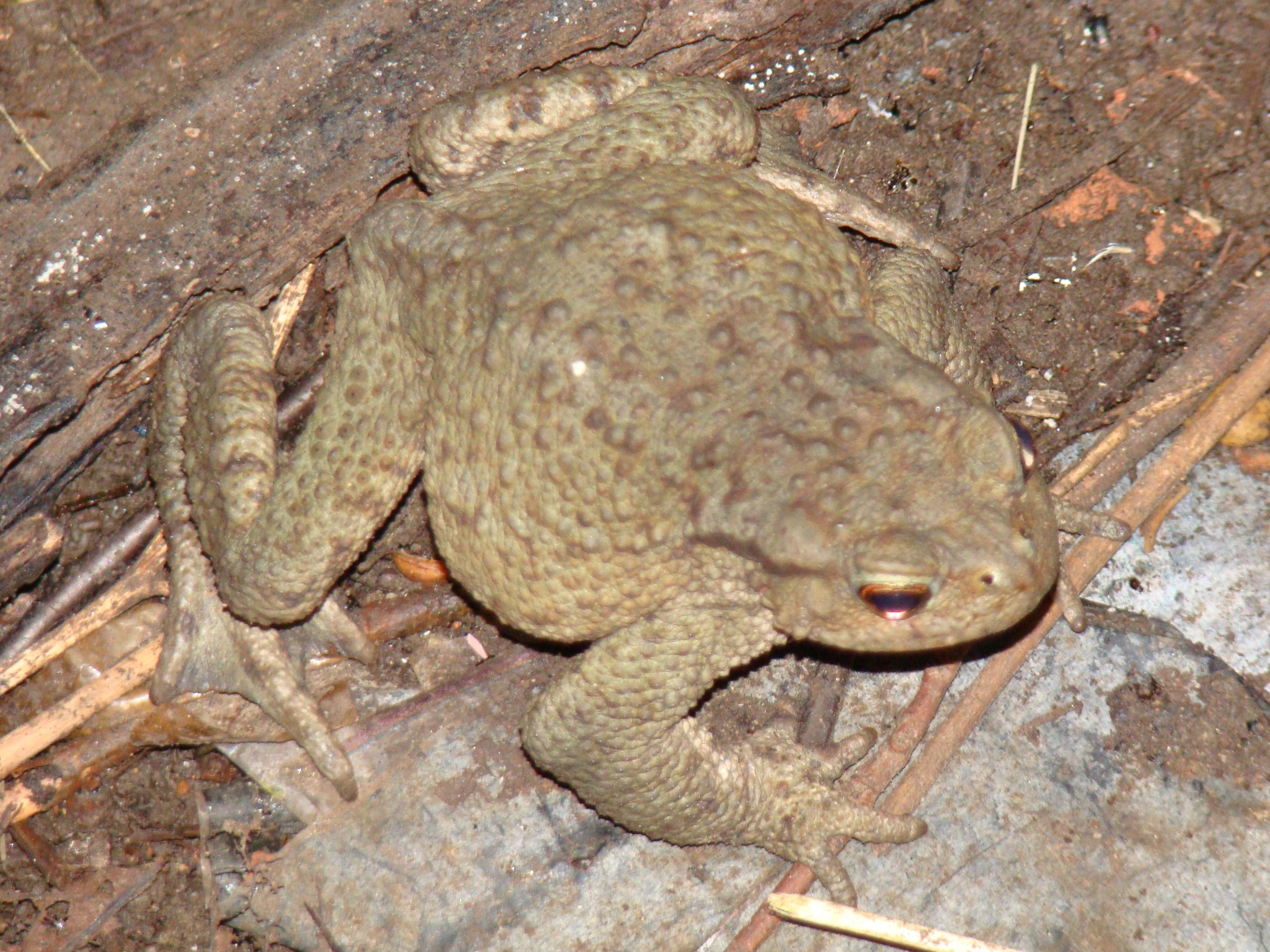
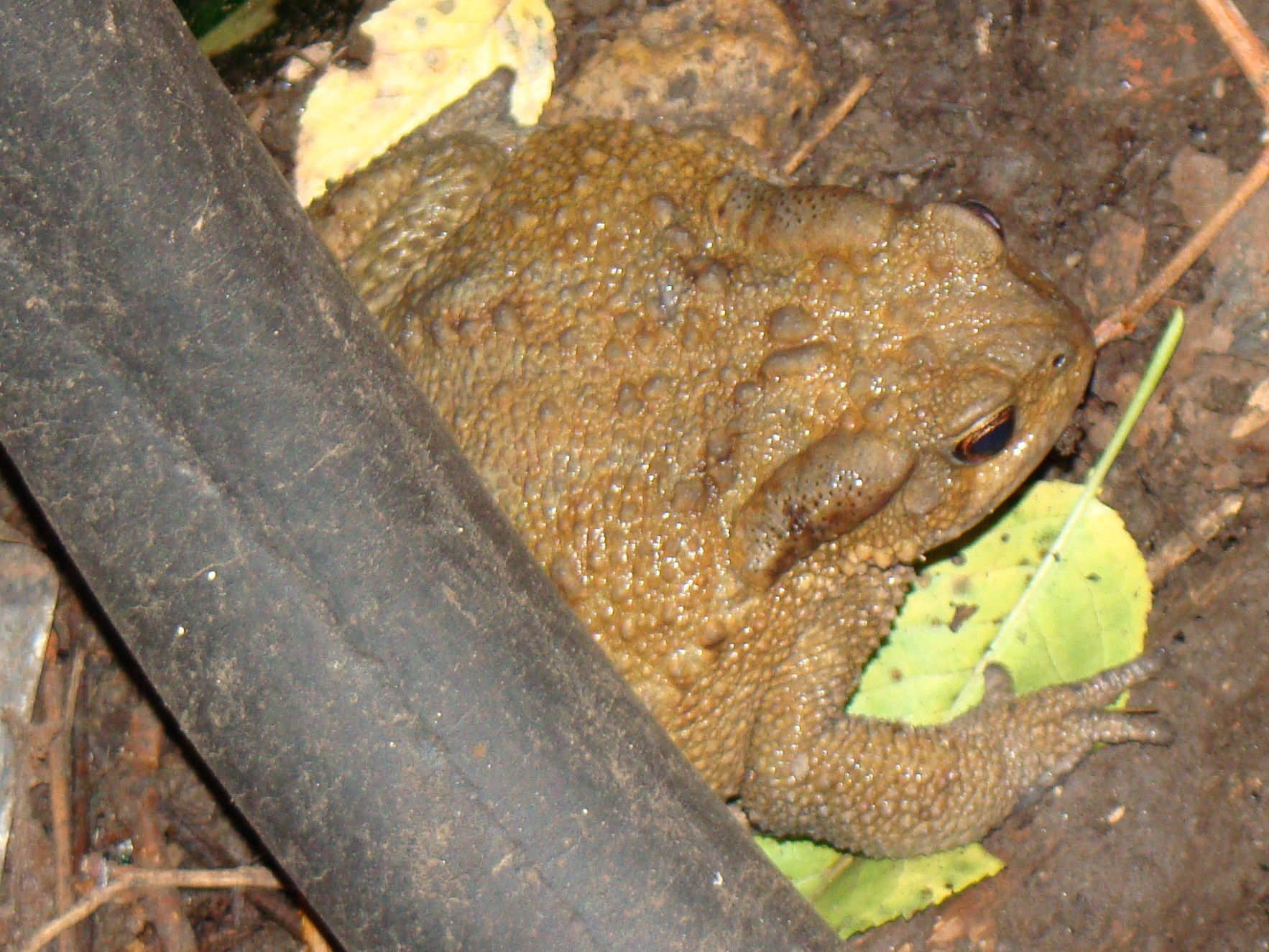